# Halbertshofen (Neuburg an der Kammel)
Halbertshofen ist ein Gemeindeteil von Neuburg an der Kammel im schwäbischen Landkreis Günzburg in Bayern.

## Lage
Das Dorf liegt im Kammeltal, circa einen Kilometer südlich von Neuburg an der Kammel und ist über die östlich verlaufende Staatsstraße 2024 zu erreichen.

## Geschichte
Der Name des Ortes geht auf den alemannischen Namen Halpret zurück. Halbertshofen wird erstmals im Jahre 1397 urkundlich genannt, als Heinrich von Ellerbach, dem zu dieser Zeit die Herrschaft Neuburg gehörte, an Hans den Füssinger zu Ulm, einen Hof zu „Halbrachtszhofen“ verkaufte.
Im Jahre 1524 ging der Ort an Erhart Vöhlin zu Frickenhausen. Seit dem frühen 16. Jahrhundert besaß das Kloster Ursberg einen Hof in „Halperzhofen“ als Lehen der Herrschaft Neuburg.

## Baudenkmäler
- Kapelle Heilig Kreuz, erbaut spätestens im 15. Jahrhundert